# الحزب الشيوعي الدنماركي / الماركسيون اللينينيون
الحزب الشيوعي الدنماركي / الماركسيون اللينينيون (بالدنماركية: Danmarks Kommunistiske Parti/Marxister-Leninister)‏ هو حزب سياسي في الدنمارك، دعا إلى الشيوعية الثورية.
تم تأسيس الحزب في عام 1978. شارك في الانتخابات في 1984 و1987، لكنه حصل على أقل من 1000 صوت في كل انتخابات.
بعد تأسيسه، اتخذ الحزب موقفًا مع ألبانيا بزعامة إنور خوجة، ومنحه حزب العمال الألباني اعترافًا رسميًا. بعد تفكك الاشتراكية في ألبانيا، خلص إلى أن الشيوعيين يجب أن يتغلبوا على الطائفية ويتحدوا في حزب واحد. لقد جرب ذلك منذ ذلك الحين، وبلغت الحزب ذروت في اندماج نوفمبر 2006 مع الجمعية الشيوعية، في الحزب الشيوعي. كان الاندماج بمثابة إلغاء حزب الماركسيون اللينينيون كطرف.
يشر الحزب،  صحيفة العامل اليومية.
كما تنشر طريق الحزب، ربع سنويا.

## نتائج انتخابات فولكتينغ
| عام  | الأصوات | ٪     | مقاعد |
| ---- | ------- | ----- | ----- |
| 1984 | 978     | 0،03٪ | 0     |
| 1987 | 987     | 0،03٪ | 0     |